# Донегол (місто)
Донегол (англ. Donegal; ірл. Dún na nGall [ˈd̪ˠuːnˠ n̪ˠə ˈŋal̪ˠ], "форт іноземців") — (переписне) селище в Ірландії, знаходиться в графстві Донегол (провінція Ольстер).

### Клімат
Місто знаходиться у зоні, котра характеризується морським кліматом. Найтепліший місяць — серпень із середньою температурою 14 °C (57.2 °F). Найхолодніший місяць — лютий, із середньою температурою 5.2 °С (41.4 °F).
| Клімат Донегола         | Клімат Донегола | Клімат Донегола | Клімат Донегола | Клімат Донегола | Клімат Донегола | Клімат Донегола | Клімат Донегола | Клімат Донегола | Клімат Донегола | Клімат Донегола | Клімат Донегола | Клімат Донегола | Клімат Донегола |
| Показник                | Січ.            | Лют.            | Бер.            | Квіт.           | Трав.           | Черв.           | Лип.            | Серп.           | Вер.            | Жовт.           | Лист.           | Груд.           | Рік             |
| Середній максимум, °C   | 7,6             | 7,5             | 8,7             | 10,3            | 12,7            | 15              | 16,2            | 16,6            | 15,3            | 13              | 9,8             | 8,4             | 11,8            |
| Середня температура, °C | 5,4             | 5,2             | 6,2             | 7,7             | 9,9             | 12,3            | 13,8            | 14              | 12,7            | 10,7            | 7,5             | 6,3             | 9,3             |
| Середній мінімум, °C    | 3,2             | 2,9             | 3,7             | 5               | 7,1             | 9,6             | 11,4            | 11,4            | 10,1            | 8,3             | 5,2             | 4,2             | 6,8             |
| Норма опадів, мм        | 114             | 76              | 86              | 58              | 59              | 64              | 72              | 91              | 102             | 118             | 114             | 103             | 1057            |
| Днів з дощем            | 19              | 13              | 16              | 12              | 12              | 13              | 13              | 15              | 16              | 18              | 18              | 18              | 183             |
| ----------------------- | --------------- | --------------- | --------------- | --------------- | --------------- | --------------- | --------------- | --------------- | --------------- | --------------- | --------------- | --------------- | --------------- |
| Джерело: Weatherbase    |                 |                 |                 |                 |                 |                 |                 |                 |                 |                 |                 |                 |                 |

## Демографія
Населення — 2 339 людей (за даними перепису 2006 року). В 2002 році населення складало 2 453. 
Дані перепису 2006 року:
| Загальні демографічні показники' |               |                           |                           |      |      |
| Усе населення                    | Усе населення | Зміни населення 2002-2006 | Зміни населення 2002-2006 | 2006 | 2006 |
| 2002                             | 2006          | люд.                      | %                         | чол. | жін. |
| 2 453                            | 2 339         | -114                      | -4,6                      | 1117 | 1222 |

У наведених нижче таблицях сума всіх відповідей (стовпець «сума»), як правило, менше загального населення населеного пункту (стовпець «2006»). 
| Релігія (Тема 2 — 5 : Кількість людей за релігіями, 2006) |             |              |             |            |       |       |
| Католики, люд.                                            | Католики, % | Інша релігія | Без релігії | не вказано | сума  | 2006  |
| 1 972                                                     | 84,3        | 276          | 67          | 24         | 2 339 | 2 339 |

| Етно-расовий склад (Етнічність. Тема 2 - 3 : Постійне населення за етнічним чи культурним походженням, 2006) |            |           |                          |        |      |            |       |       |
| Білі ірландці                                                                                                | Лухт-шулта | Інші білі | Негри або чорні ірландці | Азіати | Інші | не вказано | сума  | 2006  |
| 1 950 | 22         | 174       | 34                       | 11     | 17   | 32         | 2 240 | 2 339 |
| Частка від всіх відповівших на запитання, %                                                                  |            |           |                          |        |      |            |       |       |
| 87,1 | 1,0        | 7,8       | 1,5                      | 0,5    | 0,8  | 1,4        | 100   | 95,81 |

1 — частка відповівших на питання про мову від усього населення.
| Володіння ірландською мовою (Тема 3 — 1 : Кількість людей від 3-х років і старше за здатністю говорити ірландською мовою, 2006) |       |            |       |       |
| Чи володієте Ви ірландською мовою?                                                                                              |       |            |       |       |
| Так | Ні    | не вказано | сума  | 2006  |
| 830 | 1 395 | 41         | 2 266 | 2 339 |
| Частка від всіх відповівших на запитання про мову, %                                                                            |       |            |       |       |
| 36,6 | 61,6  | 1,8        | 100   | 96,91 |

1 — частка відповівших на питання про мову від усього населення.
| Використання ірландської мови (Тема 3 - 2 : Irish speakers aged 3 or over by frequency of speaking Irish, 2006) |                                                  |                                          |                                          |                                          |                                          |                                          |      |                                           |       |
| Як часто і де Ви розмовляєте ірландською?                                                                       |                                                  |                                          |                                          |                                          |                                          |                                          |      |                                           |       |
| щоденно, тільки в освітніх закладах                                                                             | щоденно, як в освітніх закладах, так і поза ними | в інших місцях (поза освітньою системою) | в інших місцях (поза освітньою системою) | в інших місцях (поза освітньою системою) | в інших місцях (поза освітньою системою) | в інших місцях (поза освітньою системою) | сума | усього, відповідавших на питання про мову | 2006  |
| щоденно, тільки в освітніх закладах                                                                             | щоденно, як в освітніх закладах, так і поза ними | щоденно                                  | кожен тиждень                            | рідше                                    | ніколи                                   | не вказано                               | сума | усього, відповідавших на питання про мову | 2006  |
| 199 | 15                                               | 30                                       | 55                                       | 337                                      | 180                                      | 14                                       | 830  | 2 266                                     | 2 339 |
| Частка від всіх відповівших на запитання про мову, %                                                            |                                                  |                                          |                                          |                                          |                                          |                                          |      |                                           |       |
| 8,8 | 0,7                                              | 1,3                                      | 2,4                                      | 14,9                                     | 7,9                                      | 0,6                                      | 36,6 | 100                                       |       |

| Типи приватних помешкань (Тема 6 - 1(a) : Кількість приватних домоволодінь за типом розміщення, 2006) |          |         |                  |            |      |       |
| Окремий будинок                                                                                       | Квартира | Кімната | Мобільні будинки | не вказано | сума | 2006  |
| 777                                                                                                   | 23       | 3       | 5                | 15         | 823  | 2 339 |